# John Anderson (atlet)
John Franklin Anderson (4. července 1907 Cincinnati — 11. července 1948 Nankek, Aljaška) byl americký atlet, specializující se na hod diskem, olympijský vítěz.
Na olympiádě v Amsterdamu v roce 1928 skončil v soutěži diskařů pátý. O čtyři roky později vybojoval v Los Angeles zlatou olympijskou medaili, když vytvořil nový olympijský rekord v hodu diskem 49,49 m. Jeho osobní rekord byl 50,62 m.